# Saint-Amé
Saint-Amé ist eine französische Gemeinde mit 2140 Einwohnern (1. Januar 2022) im Département Vosges der Region Grand Est (bis 2015 Lothringen). Sie gehört zum Arrondissement Épinal und zum Gemeindeverband Porte des Vosges Méridionales.

## Geografie
Die Gemeinde Saint-Amé liegt in den südwestlichen Vogesen, etwa sechs Kilometer östlich der Stadt Remiremont.

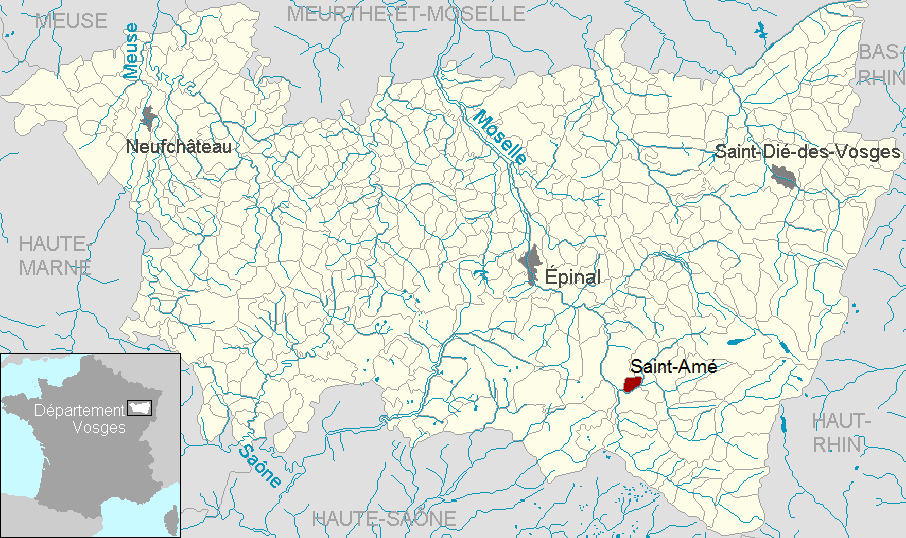
Lage der Gemeinde Saint-Amé
im Département Vosges

Das Gemeindegebiet umfasst neben Abschnitten der Täler von Moselotte und Cleurie einen Teil des bis zu 773 Meter Meereshöhe erreichenden Bergrückens westlich des Cleurietales. Die östliche Gemeindegrenze bildet die Cleurie, die an der Gemeindegrenze zu Le Syndicat in die Moselotte mündet, die ihrerseits die südliche Grenze von Saint-Amé markiert. 482 Hektar und damit mehr als die Hälfte des 8,05 km² großen Gemeindeareals sind bewaldet. Es handelt sich um Anteile des oberhalb von etwa 400 Metern Höhe liegenden großen zusammenhängenden Forst Forêt de Fossard. In den Tallagen an der Moselotte herrscht Ackerbau (Getreide- und Futtermittelanbau) vor.
Zusammen mit den Gemeinden Le Syndicat und Vagney bildet Saint-Amé entlang des nördlichen Moselotte-Ufers ein langgezogenes, geschlossenes Siedlungsbild.
Nachbargemeinden von Saint-Amé sind Cleurie im Norden, Le Syndicat im Osten, Dommartin-lès-Remiremont im Südwesten sowie Saint-Étienne-lès-Remiremont im Westen.

## Geschichte
Die Gemeinde entstand per Dekret am 12. November 1789 aus den Weilern und Höfen Meyvillers, Autrive und La Nolle des Ban de moulin (Mühlenbann). Dieser Bann gehörte einerseits zur Herrschaft der Pröpste des Kapitels Remiremont, andererseits den Äbtissinnen von Remiremont. Im Jahre 1594 war das Gebiet des Banns Teil der Bailliage der Vogesen und unterstand dem Propst von Arches, ab 1751 gehörte Saint-Amé zur Vogtei Remiremont. Während der Zeit der Französischen Revolution benannte der religionsfeindliche Nationalkonvent die Gemeinde in La Nolle-sur-les-Sables um.
Eingepfarrt waren die Einwohner in der Kirchengemeinde des heutigen Ortsteils Celles. Die alte Pfarrkirche in Celles wurde 1727 abgerissen, eine neue Kirche entstand auf dem Gebiet der Nachbargemeinde Le Syndicat.
Das Rathaus mit Knabenschule (Mairie-école) stammt aus dem Jahr 1848, eine Mädchenschule folgte 1869, ein erster Kindergarten im Jahr 1884.
Die Erwerbsgrundlagen waren lange Zeit die Landwirtschaft, insbesondere die Viehhaltung sowie zahlreiche Granitsteinbrüche an der unteren Cleurie und an der Moselotte.

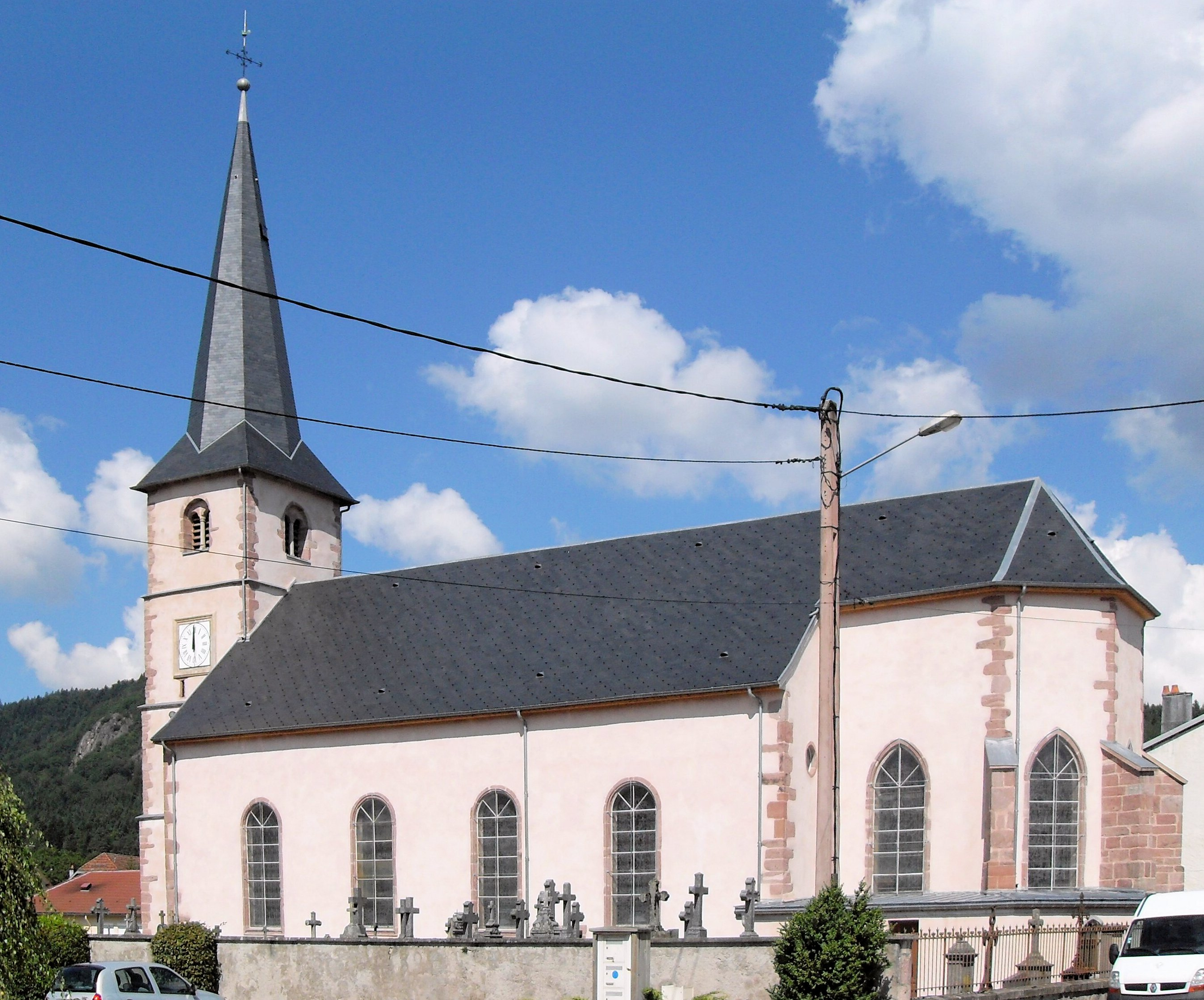
Kirche St. Amatus

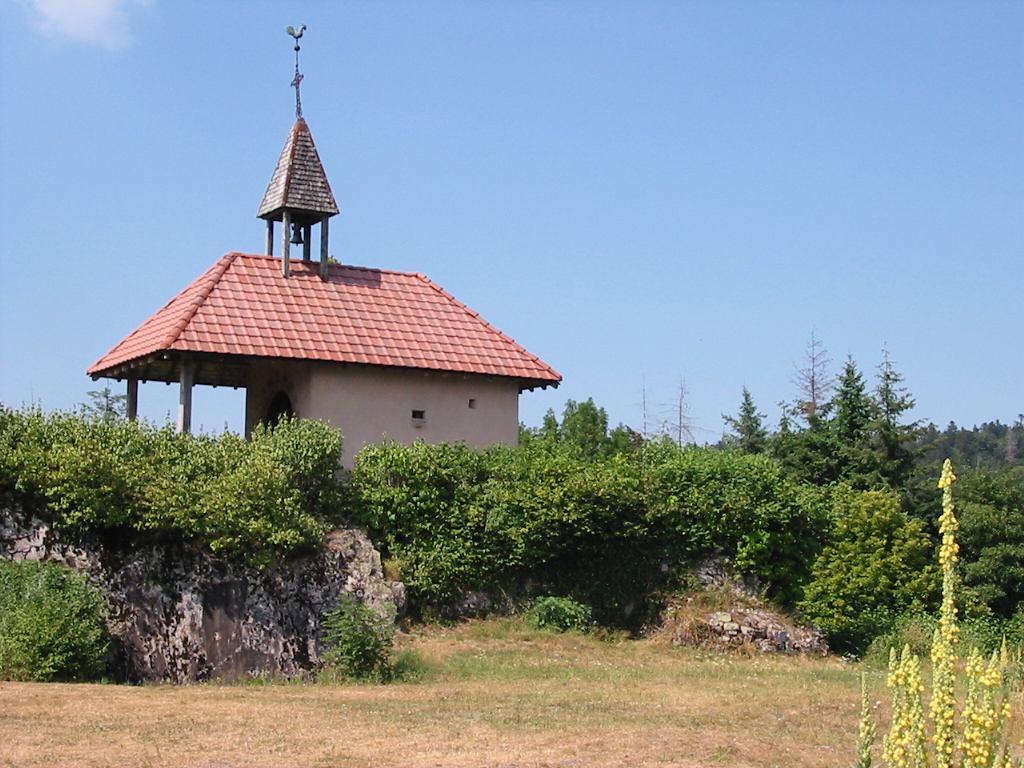
Kapelle Saint-Amé auf dem Saint-Mont

### Bevölkerungsentwicklung
| Jahr      | 1962 | 1968 | 1975 | 1982 | 1990 | 1999 | 2006 | 2012 | 2022 |
| Einwohner | 1553 | 1924 | 2101 | 2007 | 2033 | 2012 | 2098 | 2179 | 2140 |

Im Jahr 2013 wurde mit 2194 Bewohnern die bisher höchste Einwohnerzahl ermittelt. Die Zahlen basieren auf den Daten von cassini.ehess und INSEE.

## Partnerschaft
Mit der italienischen Gemeinde Schignano in der Provinz Como verbindet Saint-Amé seit 1988 eine Partnerschaft, die aus vielen Kontakten von Einwanderern zu ihrer oberitalienischen Heimatgemeinde entstand.

## Sehenswürdigkeiten
- Kapelle Saint-Amé mit Ursprung im 7. Jahrhundert; sie geht auf den Heiligen Amé (oder Aimé), Mönch der Abtei Agaune und Gründer des Klosters Remiremont zurück

## Wirtschaft und Infrastruktur
Saint-Amé ist heute eine Gemeinde mit zahlreichen Handwerks- und Dienstleistungsbetrieben. Herausragend sind dabei die Verarbeiter von Granit, das in nahen Brüchen abgebaut wird. Das größte Gewerbegebiet liegt im Westen der Gemeinde (Zone d’aménagement concerté Sous le Bois). Die Landwirtschaft spielt heute nur noch eine untergeordnete Rolle; im Gemeindegebiet ist noch ein Landwirtschaftsbetrieb im Vollerwerb ansässig.
Die Gemeinde Saint-Amé ist Standort zweier Grundschulen (Les Bruyères und Les Tilleuls) sowie eines Kindergartens.
Saint-Amé liegt an der Départementsstraße 417, die von Remiremont nach Gérardmer und weiter über den Vogesenkamm nach Colmar im Elsass führt. Unmittelbar östlich von Saint-Amé zweigt die Départementsstraße 43 nach Saulxures-sur-Moselotte und La Bresse sowie zum Col d’Oderen ab. Südlich der Moselotte verbindet die D 23 Saint-Amé mit Vagney.
An die 1992 stillgelegte Bahnlinie von Remiremont nach Cornimont erinnert heute noch der Straßenname Rue de la Gare.

## Belege
1. ↑  Eintrag auf vosges-archives.com. (PDF; 24 kB) Archiviert vom Original (nicht mehr online verfügbar) am 4. März 2016; abgerufen am 16. April 2011 (französisch).  Info: Der Archivlink wurde automatisch eingesetzt und noch nicht geprüft. Bitte prüfe Original- und Archivlink gemäß Anleitung und entferne dann diesen Hinweis.
2. ↑  Saint-Amé auf cassini.ehess
3. ↑  Saint-Amé auf INSEE